# سباق الأومنيوم للسيدات في بطولة الدراجات على المضمار
سباق الأومنيوم للسيدات في بطولة الدراجات على المضمار هو أحد سباقات بطولة العالم للدراجات على المضمار للسيدات.

## الميداليات
| البطولة | الذهبية              | الفضية               | البرونزية              |
| ------- | -------------------- | -------------------- | ---------------------- |
| 2009    | جوزي توميتش (AUS)    | تارا ويتن (CAN)      | Yvonne Hijgenaar (NED) |
| 2010    | تارا ويتن (CAN)      | ليزي ديجنان (GBR)    | ليري أولابيريا (ESP)   |
| 2011    | تارا ويتن (CAN)      | سارة همر (USA)       | كيرستن وايلد (NED)     |
| 2012    | لورا تروت (GBR)      | أنيت ادموندسون (AUS) | سارة همر (USA)         |
| 2013    | سارة همر (USA)       | لورا تروت (GBR)      | أنيت ادموندسون (AUS)   |
| 2014    | سارة همر (USA)       | لورا تروت (GBR)      | أنيت ادموندسون (AUS)   |
| 2015    | أنيت ادموندسون (AUS) | لورا تروت (GBR)      | كيرستن وايلد (NED)     |